# Monastère Saint-Sauveur de la Vedella
Le monastère Saint-Sauveur de la Vedella (en espagnol Sant Salvador de la Vedella, en catalan Sant Salvador de la Vedella ou de l’Abadella ou de la Vadella) est un monastère roman situé dans la commune de Cercs (comarque de Berguedà, province de Barcelone, Catalogne).

## Histoire
Le monastère a été fondé par les moines de Saint-Saturnin de Tabérnolas. Les deux monastères restent étroitement liés et ont le même abbé. À partir du XIIe siècle, l'importance du monastère décline. En 1580, le monastère est sécularisé et ses possessions attribuées au séminaire de La Seu d'Urgell par le pape Clément VIII. 